# Hexianmens
de Hexianmens is een Homo erectus-vondst uit Hexian (Hexian yuanren yizhi 和 县 猿人 遗址), Ma'anshan, in de Chinese provincie Anhui. De vondst bestaat uit een vrij compleet schedeldak, fragmenten van een onderkaak en een paar tanden, gevonden in 1980-81. 
De fossielen werden in 1984 gedateerd op een leeftijd van 280.000-240.000 jaar. In 1987 werden ze opnieuw gedateerd op 190.000-150.000 jaar, en 1998 tot 412.000 ± 25.000 jaar. Ze  worden bewaard in het Instituut voor Paleontologie van de gewervelde dieren en Paleoantropologie van de Chinese Academie van Wetenschappen in Peking.
De site van de vondst, de Longtandong-grot, staat sinds 1988 op de lijst van monumenten van de Volksrepubliek China (3-184). 